# Энгельберт III (граф Горицы)

Графство Горица (внизу жёлтым цветом)

Энгельберт III (нем. Engelbert III. von Görz; ок. 1160 — 1220) — граф Горицы из династии Мейнхардинов. Сын пфальцграфа Энгельберта II и его жены Адельгейды фон Шеерн-Валлей из рода Виттельсбахов.

## Биография
Унаследовал Горицу после смерти отца в 1191 году. Также был фогтом Аквилеи и Мильштатта.

## Семья
Был женат дважды. Первая жена (1183) — некая Махтельда. Вторая (1190) — Матильда, дочь графа Бертольда III фон Андекс, принесшая роду Мейнхардинов фогства Паренцо и Миттербург.
У Энгельберта и Матильды было двое детей: сын (будущий граф Мейнхард III) и не известная по имени дочь.
После смерти Энгельберта III ему наследовал в Горице младший брат — Мейнхард II.